# Timothy McVeigh
Timothy James McVeigh (født 23. april 1968, død 11. juni 2001) var manden bag Oklahoma City-bombningen i 1995. Han blev  dømt og henrettet.